# Euretaster
Genre
Euretaster est un genre d'étoile de mer de la famille des Pterasteridae.

## Liste des espèces
Selon World Register of Marine Species (3 février 2015) :
- Euretaster attenuatus Jangoux, 1984 -- Nouvelle-Calédonie et région
- Euretaster cribrosus (von Martens, 1867) -- Espèce-type (Océan Indien occidental)
- Euretaster insignis (Sladen, 1882) -- Océan pacifique

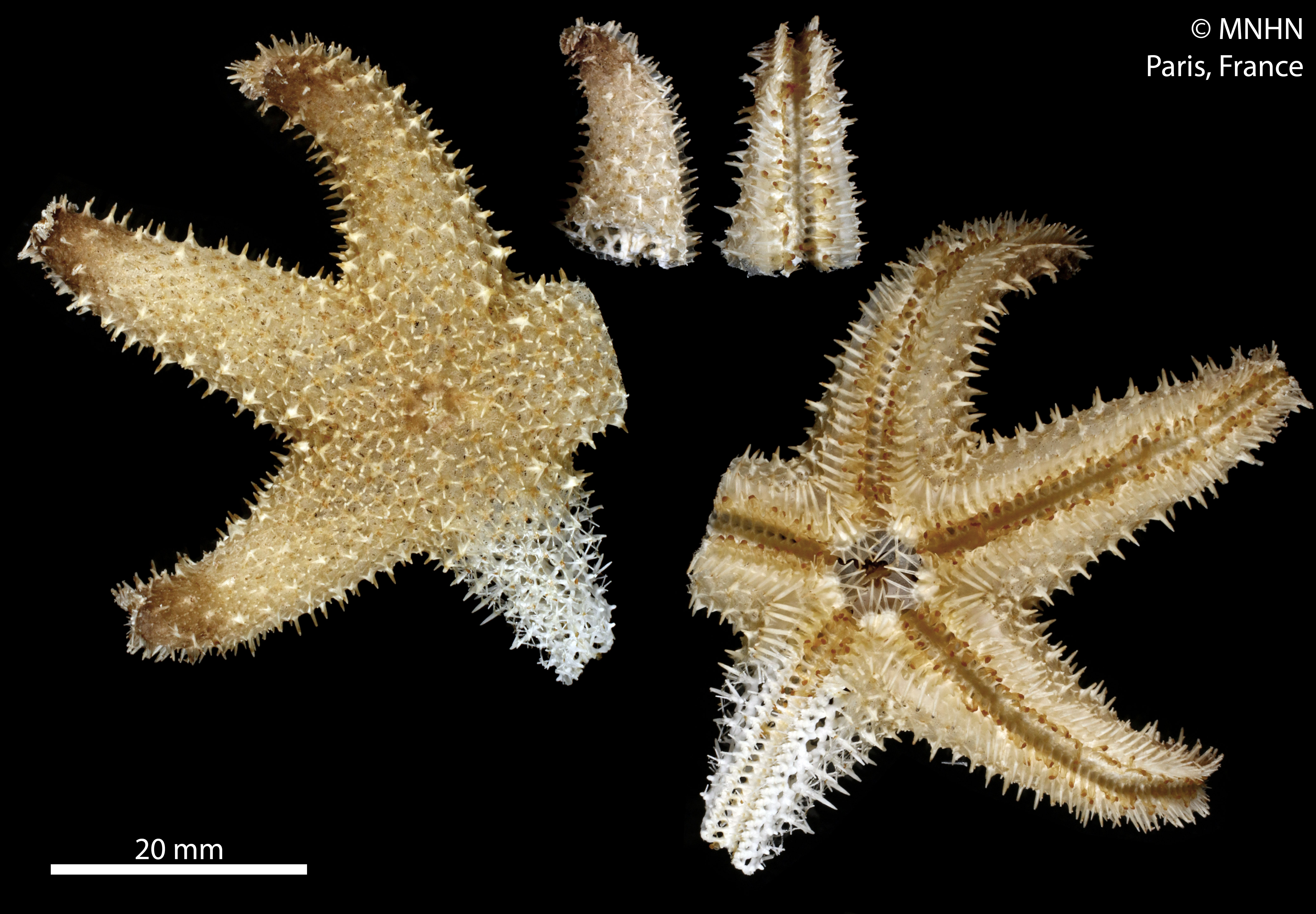
Euretaster attenuatus séchée (MNHN).
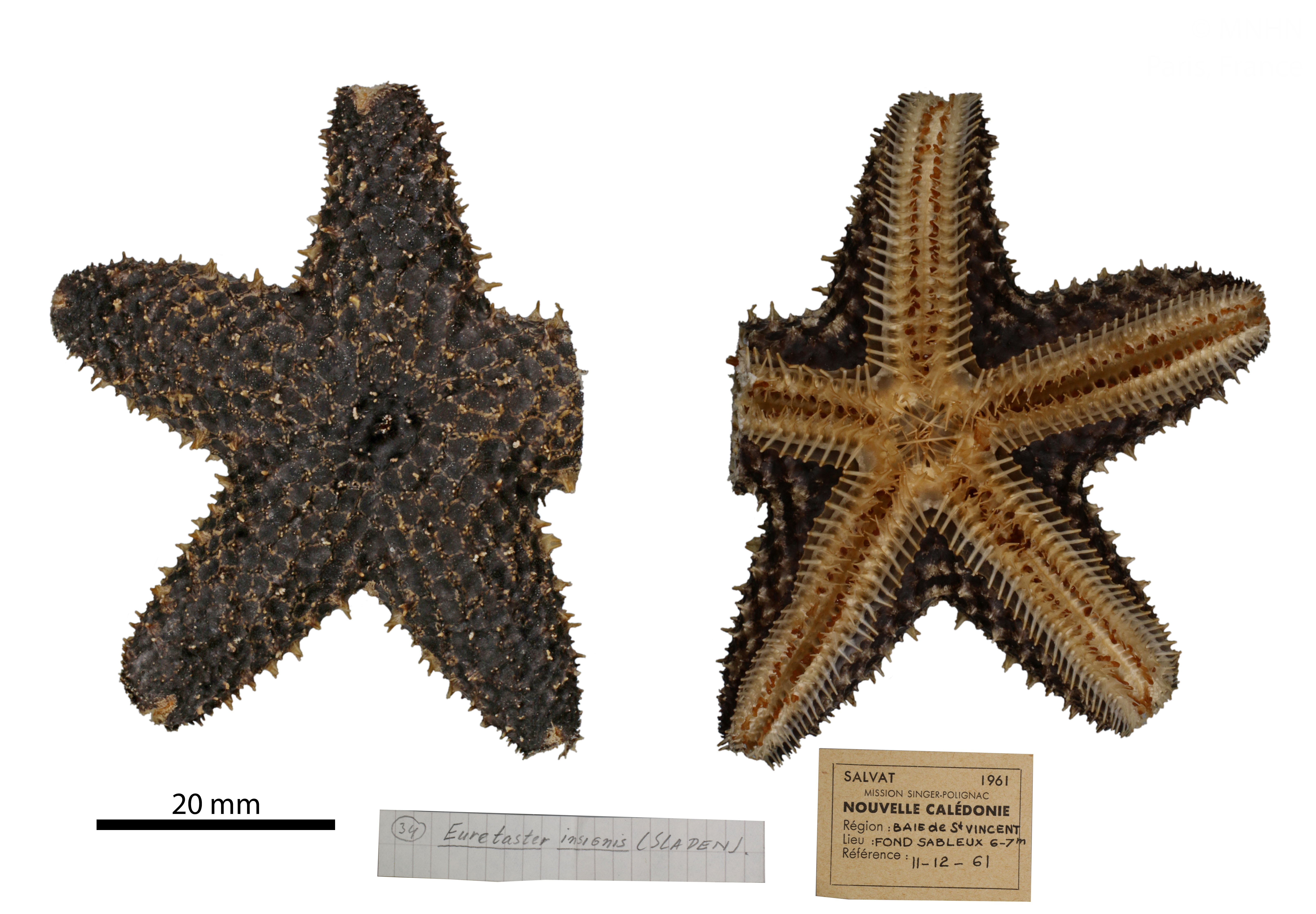
Euretaster insignis séchée (MNHN).